# 恩氏博特溪蟹
恩氏博特溪蟹（学名：Bottapotamon engelhardti）为溪蟹科博特溪蟹属的动物。在中国大陆，分布于福建等地，主要栖息于山区溪流石下。其生存的海拔范围为1000至1500米。